# Yanis Papassarantis
Yanis Papassarantis est un footballeur belge né le 12 mars 1988 à Charleroi (Belgique). Il évolue au poste de milieu gauche.

## Carrière
- 1996 - 2001 : Charleroi SC (équipes de jeunes)
- 2001 - 2004 : RSC Anderlecht (centre de formation)
- 2004 - 2006 : Standard de Liège (espoirs)
- 2006 - 2008 : Standard de Liège 2 matchs / 0 but
- 2008 - 2010 : KSV Roulers 7 matchs / 0 but
- 2010 - 2011 : Union Saint-Gilloise
- 2012 - 2012 : KVK Tirlemont
- 2012 - ... : FCV Dender EH[1]

## Palmarès
- Champion de Belgique en 2008 avec le Standard de Liège